# Macintosh Portable
De Macintosh Portable is een laptop die ontworpen, gefabriceerd en verkocht werd door Apple Computer, Inc. van september 1989 tot oktober 1991. Het was de eerste draagbare Macintosh op batterijen. De Portable werd geen commercieel succes: omdat de machine ontworpen was om hoge prestaties te leveren, vonden klanten hem te groot, te zwaar en vooral te duur. Na tegenvallende verkoopcijfers werd de Macintosh Portable in oktober 1991 geschrapt en vervangen door de PowerBook-serie.

## Kenmerken
Met een gewicht van 7,2 kg en een dikte van 10 cm was de Portable een zware en logge draagbare computer. De belangrijkste oorzaak van dit gewicht en deze omvang was de 5 watt loodzuurbatterij die op zich alleen al 1,2 kg woog. Deze batterij bood tot tien uur gebruikstijd, wat zelfs naar hedendaagse normen indrukwekkend is. In tegenstelling tot latere laptops van Apple en andere fabrikanten was deze batterij in serie geschakeld met de wisselstroomvoeding, wat betekent dat bij een lege of defect batterij de computer niet gebruikt kon worden.
De Macintosh Portable had een duur monochroom lcd-scherm met actieve matrix in een scharnierend ontwerp dat het toetsenbord bedekte als de machine niet in gebruik was. De Portable was een van de eerste consumentenlaptops met een actief matrixscherm. Alleen het duurste model van de oorspronkelijke PowerBook-lijn, de PowerBook 170, had ook zo'n scherm. Alhoewel dit scherm een uitstekende scherpte en een hoog reactievermogen bood, was het slecht leesbaar bij weinig licht.  Vanaf februari 1991 werden Portables daarom uitgerust met achtergrondverlichting. Deze functie halveerde echter de levensduur van de batterij.
Om de muispointer te bedienen was de machine voorzien van een ingebouwde trackball die verwijderd kon worden en aan weerszijden van het toetsenbord kon geplaatst worden. De trackball kon ook vervangen worden door een numerisch klavier.
Een modem en een geheugenkaart konden achteraf in de interne slots worden ingebouwd. De Portable gebruikte aanvankelijk duur SRAM-geheugen om de levensduur van de batterij te maximaliseren en een energiezuinige sluimerstand te bieden waarbij het systeem van 16 MHz terugviel op 1 MHz na 15 seconden van inactiviteit en er bij de minste activiteit terug naar 16 MHz geschakeld werd. In de nieuwere Portable met achtergrondverlichting gebruikte Apple het goedkopere maar meer energieverslindende pseudo-SRAM, wat de levensduur van de batterij verder verminderde.
Er waren drie schijfconfiguraties beschikbaar: één 1,44 MB floppydrive, twee 1,44 MB floppydrives, of een harde schijf in combinatie met een 1,44 MB floppydrive. De meeste exemplaren werden geleverd met een harde schijf. Dit was een op maat gemaakte Conner CP-3045 van 40 MB (bij Apple bekend als "Hard Disk 40SC"). Deze harde schijf had een eigen SCSI-connector en verbruikte minder stroom in vergelijking met de meeste harde schijven van zijn tijd. Er bestaan adapters waarmee standaard SCSI-schijven op de Portable kunnen worden gebruikt.

## Specificaties
- Processor: Motorola 68000, 16 MHz
- Systeembus snelheid: 16 MHz
- ROM-grootte: 256 kB
- Databus: 16 bit
- RAM-type: SRAM
- Standaard RAM-geheugen: 1 MB
  - Uitbreidbaar tot maximaal 8 MB
  - RAM-sleuven: 1
- Standaard harde schijf: 40 MB SCSI (kon vervangen worden door een tweede diskettestation)
- Standaard diskettestation: 3,5-inch, 1440 kB
- Uitbreidingssleuven: modem
- Type batterij: 5 watt loodzuurbatterij (6 tot 10 uur gebruikstijd)
- Beeldscherm: 640×400 pixels, monochroom
- Uitgangen:
  - 1 video (HDI-15)
  - 2 seriële poorten
  - 1 SCSI-poort (DB-25)
  - 1 diskettestation (DB-19)
  - 1 toetsenbord/muis (ADB)
- Ondersteunde systeemversies: 6.0.4 t/m 7.5.5
- Afmetingen: 37,7 cm × 38,7 cm × 10,3 cm (lxbxh)
- Gewicht: 7,2 kg[5]